# Svalbarðsströnd
Svalbarðsströnd (is. Svalbarðsstrandarhreppur) è un comune islandese della regione di Norðurland eystra.